# Peter Vogt Fischer
Peter Vogt Nilson Fischer (Ottarsrud nabij Drøbak, 6 juli 1863 – Oslo, 13 november 1938) was een Noors impresario.
Fischer werd als vijfde kind geboren binnen het gezin van grondbezitter Ferdinand Fischer (1837-1890) en de Deense Mathilde Elisabet von Krogh.
Fischer heeft muziek gestudeerd in Dresden, waar hij werd opgeleid tot pianist. Hij kwam te werken bij het concertbureau van Brødrene Hals. In 1894 begon hij een eigen bureau. Fischer speelde een belangrijke rol in het muzikale leven in Noorwegen rond 1900. Hij verzorgde concerten voor Agathe Backer-Grøndahl. Hij behartigde ook de zaken van bijvoorbeeld Gina Oselio, Bjørnstjerne Bjørnson, Bjørn Bjørnson , Eva Nansen, Thorvald en Mally Lammers, Bergliot Ibsen  en Martin Knutzen. Hij werd ook ingeschakeld door de zoon van Backer-Grøndahl, Fridtjof Backer-Grøndahl, alhoewel zijn moeder hun relatie “te plakkerig” vond. Zij had het vermoeden dat de impresario verliefd was op haar zoon, aldus brieven van haar aan Edvard Grieg. Grieg zag dat echter toch anders; Fischer was op het onbaatzuchtige af voor de jonge pianist. Beide Backer-Grøndahls konden niet zonder Fischer; er zijn verhalen dat hij min of meer de man/vaderrol van Olaus Andreas Grøndahl overnam.
In 1919 ontving hij de Kongens Fortjenstmedalje.